# Protestas en China de 2002-2003
Las protestas en China de 2002-2003 consistió en ocupaciones, huelgas, disturbios y piquetes en las zonas más pobres de China por el desempleo, la pobreza, los bajos niveles de vida y la desigualdad. Las protestas masivas comenzaron en enero de 2002 en Cantón y Tíbet. Personas de todas las edades, culturas y áreas de todo el país salieron a las calles para protestar por el cierre de fábricas por parte del gobierno, la corrupción, los bajos salarios y el desempleo. Las protestas laborales se extendieron por Sichuan, Shenyang y Tianjin. Los manifestantes protestaban por la represión del gobierno contra las protestas en Liaoyang en 2002, cuando 30 000 manifestantes salieron a las calles para protestar por el cierre de una fábrica de ladrillos durante 3 meses; fue el mayor levantamiento laboral desde 1976. Las tácticas de los manifestantes fueron boicots no violentos, desobediencia civil y marchas, mientras la policía respondió gas lacrimógeno y munición real. En 2004, en Sichuan, 25.000 jubilados y estudiantes realizaron protestas masivas contra el trato dado a los trabajadores y civiles en los barrios marginales. Uno de ellos murió durante la represión de protestas públicas en octubre de 2004. En los primeros meses de 2003, los disturbios laborales sacudieron a Shenyang por parte de los trabajadores mediante sentadas contra el desempleo y la pobreza. La policía dispararía y arrestaría a los manifestantes. Las protestas provocaron la muerte de un manifestante.